# Йосемити (национален парк)
Вижте пояснителната страница за други значения на Йосемити.
Националният парк Йосèмити (на английски: Yosemite National Park) е разположен в окръзите Марипоса и Туолъми, щата Калифорния, САЩ, на изток от Сан Франциско. Паркът заема територия от около 3030 km² и се простира по западните склонове на планинската верига Сиера Невада. Йосемити опазва девствени алпийски и субалпийски екосистеми, три гори с гигантска секвоя и едни от най-високите в света водопади. Годишно Йосемити се посещава от над 3 милиона души.

## Създаване
Националният парк Йосемити е създаден на 1 октомври 1890 г. и е трети сред най-старите национални паркове в САЩ. Създаден е с цел съхранение на ресурсите, които допринасят за неговата уникалност и привлекателност. Конгресът на САЩ признава важността на съхраняването на този голям парк за радост на бъдещите поколения. От геологична гледна точка Йосемити представлява зрелищна колекция от различни геологични образувания. В него се намира най-голямата концентрация на гранитни куполи в света и най-големият в света гранитен монолит на открито.
Първото прилагане на концепция за парк води началото си от Йосемити с акт от 1864 г. (федерална земя дадена на Калифорния за резерват), подписан от Ейбрахам Линкълн и оттогава паркът играе важна роля при инициирането на концепции за управление на паркове.

## Площ, височина и посещаемост
Националният парк Йосемити обхваща почти 3030 km² живописни девствени земи, отделени през 1890 г., за да бъде съхранена част от Централна Сиера Невада, която се простира в източната част на Калифорния. Паркът е разположен на височина от 610 m до над 3960 m над морското равнище. Освен с алпийския пейзаж и трите гори с гигантски секвои, Йосемити е известен и с издълбаната от глетчери ледникова долина Йосемити, с водопадите си и скалите с необичайни форми.
Националният парк Йосемити е отворен целогодишно и денонощно, като най-голяма посещаемост има през месеците от юни до август, а най-ниска – от декември до февруари. През 1999 г. 3 493 607 туристи са посетили парка.

## История
Първите човешки обитатели на тези земи са коренните жители на Америка, които се заселват в района на Йосемити най-вероятно преди 10 000 – 7000 години. В този район живеят най-различни племена, най-последно от които е племето майуок, което нарича долината Йосемити Ауани, което се предполага, че означава „мястото на прозяващата се уста“. Самото племе нарича себе си ауаничи.
Ауаничите се препитават със земеделие, събиране на жълъди, лов и риболов. Откриването на златото в ниските планини на Калифорния слага край на този идиличен начин на живот, когато някои от членовете на племето, разгневени от нахлуването на миньорите, атакуват едно от техните търговски поселища в каньона на река Мерсед. Като репресивен отговор миньорите организират „батальона Марипоса“, който е под командването на щата. Батальонът навлиза в долината Йосемити на 27 март 1851 г., за да преследва местните индианци. Вождът Теная предвожда племето си при нападенията срещу белите заселници в подножието на Сиера Невада. Батальонът залавя Теная и племето му и ги отвеждат в резерват в подножието на планината, но накрая ги оставят да се върнат в долината, носеща тяхното име.
През 1855 г. в долината Йосемити пристига първата група туристи, а девет години по-късно Ейбрахам Линкълн, подкрепен от група влиятелни калифорнийци, подписва акта за Йосемити, с който за обществен резерват под контрола на щата се отделят долината Йосемити и гората с гигантски секвои Марипоса.
През 1890 г. Робърт Ъндъруд Джонсън, редактор на списанието „Century“, и Джон Мюър са обезпокоени, че високопланинският терен над парка се унищожава чрез използването му за пасища и дърводобив. Двамата започват успешна кампания за убеждаване на Конгреса да задели и високопланинските терени за национален парк.
През 1906 г. долината Йосемити и гората Марипоса са върнати под федерална юрисдикция. През 1932 г. държавата откупва земите в басейна на река Уауона и хотел „Уауона“ и ги включва в националния парк.
Местността Уауона първоначално е индиански лагер, а по-късно, през 1856 г. там е построен крайпътен хотел, известен като „Странноприемницата на Кларк“, по името на собственика, Гейлън Кларк. През 1864 г., когато бива основан паркът, Кларк става първият пазач на защитената територия. През 1875 г., когато бива открито първото шосе през Уауона, мястото е купено от братята Уошбърн, които построяват хотела „Уауона“, действащ и до днес. Днес Уауона е организиран център по история на първите заселници в Йосемити, където са пренесени исторически сгради и конски фургони.

## Геология
Геологичната история на Йосемити започва преди около 500 милиона години, когато планината Сиера Невада в Калифорния се образува постепенно от редица земни катаклизми. С все по-голямото издигане на планината и увеличаването на наклона на терена, течащата на запад река Мърсед увеличава, като издълбава дълбоко, V-образните речни каньони. По-късно, масивни глетчери се спускат надолу по каньоните, като ги преобразуват в U-образни долини. Потоците, притоци на Мърсед, не издълбават своите каньони толкова дълбоко, колкото е каньонът на основната река. Глетчерите пресичат тези каньони и ги оставят като „висящи долини“. Притоците, които някога са се вливали на еднакво ниво с това на основния поток, сега се спускат от отвесни скали, образувайки прочутите водопади на парка. Накрая, седиментите, довлечени от високите терени, запълват езерото Йосемити и образуват сегашното дъно на долината.

## Ландшафт

### Ливадите Туолъми и високопланинските терени
Тази част от Йосемити представлява най-величествения пейзаж в Сиера Невада. През лятото ливадите, езерата и голите гранитни склонове изобилстват от живот. Поради краткия летен сезон, растения и животни се възползват максимално от топлите дни за растеж, репродукция и трупане на хранителни запаси, преди да започне дългата и студена зима.
- Шосето Тайога (шосе № 120, Калифорния) пресича този район. Построено е през 1882 – 1883, първоначално като миньорски път, а през 1961 г. е модернизирано. Шосето пресича район на езера, ливади, гранитни куполи и високи върхове. Покрай шосето има отбивки, от които се откриват панорамни гледки. Шосето пресича билото на Сиера Невада през прохода Тайога на височина 3031 m над морското равнище – най-високото място в Калифорния, до което може да се достигне с автомобил.

- Ливадите Туолъми са разположени на височина 2993 m над морското равнище и са най-обширните субалпийски ливади в Сиера Невада. Намират се на 88,5 km от долината Йосемити по шосето Тайога. През лятото ливадите Туолъми са отправна точка за туристически преходи, а стават все по-популярни и като район за зимен туризъм.

### Гори с гигантски секвои
Гората Марипоса, намираща се на 56 km южно от долината Йосемити, е най-голямата от трите гори с гигантски секвои в Йосемити. Горите Туолъми и Мърсед са близо до местността Крейн Флет. Въпреки заплахата от страна на човека, тези огромни дървета, най-големи от всички живи организми, устояват хилядолетия. Обаче едва през последните години започва да се разгадава средата, в която растат гигантските секвои. През последните 100 години защитата им понякога е недостатъчна, а понякога – прекалено силна. Например, в края на 19 век през две от секвоите в гората Марипоса са прокарани тунели. Обратно, добрите намерения създават друг проблем – защитата от пожари има отрицателен ефект.
Секвоите са се приспособили чудесно към огъня. Дървесината и кората са пожароустойчиви. Черни белези върху редица големи дървета, които все още виреят добре, показват, че те са устояли на много унищожителни пожари. Репродукцията на секвоята също зависи от огъня. Малките ѝ семена се нуждаят от минимално количество почва, за да покълнат, но на фиданките е необходима слънчева светлина. Исторически, честите естествени пожари разреждат гората, намаляват конкурентните видове и обогатяват почвата с минерали. Но през годините на ограничаване на пожарите се натрупват паднали клони, листа и др., които пречат на възпроизводството и позволяват на дървета, които могат да растат и на сянка, да навлязат в гората от секвои. Управата на националния парк понастоящем симулира естествени пожари, които да подобрят здравето на гората.
Секвоите в Йосемити са били тук и при появата на първите европейски заселници. За най-стара се счита секвоята Гризли Джаянт (Сивият гигант), на 2700 години.

### Долината Йосемити
Долината Йосемити е вероятно най-известният в света пример за образуван от глетчер каньон. Нейните буйни водопади и извисяващи се скали, скални куполи и масивни монолити са изключително чудо на природата. Характерни за долината Йосемити са отвесните стени и плоското дъно. Еволюцията и започва, когато по каньона на река Мърсед се спускат алпийски глетчери. Ледът отсича по-слабите части от гранитните скали, като ги откъсва от местата им и ги отнася, като доста разширява каньона, проправен от река Мерсед през Сиера Невада. По-твърдите и по-солидни части, каквито са скалите Ел Капитан и Катидрал, остават цели. Накрая глетчерът започва да се топи и последната морена, останала след последното настъпление на глетчерите в долината, прегражда като бент водата от топящия се лед и по този начин в новосъздадената U-образна долина се образува древното езеро Йосемити. Най-накрая седиментите запълват езерото, като образуват съвременния плосък под на долината. Същият процес сега запълва езерото Мирър (огледало) в подножието на скалата Халф Доум („половин купол“).
Обратно на долината Йосемити, каньонът на река Мърсед, извън парка, е типичен V-образен каньон, понеже глетчерите не са стигнали до него. Извън самата долина, по залесените склонове личат следи от глетчер, но през по-голямата част от този район не са минавали глетчери.
Долината е мозайка от обширни ливади, обсипани с диви цветя и цъфтящи храсти, дъбови гори, смесени иглолистни гори с бор пондероза, тамянов кедър и дъгласова ела. Фауната в долината Йосемити е изключително разнообразна: от пеперудите монарх до черноопашатите елени и черните глигани. По периферията на долината има множество водопади, най-известните от които са: Йосемити, Брайдалвейл (булчински воал), Върнал (пролетен), Невада и Илилует, като в някои от водопадите от средата на август до ранната есен няма вода.

## Фауната на Йосемити

### Мечки
Националният парк Йосемити е обитаван от 300 – 500 черни мечки. Въпреки името си обаче, много малко от тях са черни и по-обичайно е да са с различен цвят в диапазона от черен през кафяв до светлокафяв и жълто-кафяв.
Черните мечки са всеядни и ядат почти всичко. По-голямата част от деня те прекарват в търсене на семена, горски плодове, жълъди, насекоми, като понякога рядко се хранят и с месо. Мечките разчупват изгнили дървета и дънери в търсене на ларви от насекоми. Ливадите им предлагат голямо разнообразие от храна, като напр. трева, детелина, момина сълза, див лук и др. луковици. Растителната храна представлява 75% от храната на мечките в Йосемити. Те много обичат плодове, особено дива ябълка, скоруша, плодове от бъз и дива череша. Различни видове катерици, мармоти, мишки и други гризачи, също са част от храната им. През есента мечките се забелязват често да търсят жълъди под дъбовете.

### Калифорнийска дива овца
Когато първите заселници идват в Йосемити преди повече от 150 години, из планината бродят стотици калифорнийски диви овце. Обаче скоро след това дивите овце започват да изчезват от Йосемити, поради лов, болести и конкуриране за храна с питомните овце. Днес, след положените усилия на управата на националния парк и редица други служби и организации, калифорнийската дива овца отново е част от фауната на Йосемити. Среща се в източната част на парка.

### Голяма сива сова
Йосемити е обитаван и от рядката и застрашена голяма сива сова, Strix nebulosa. В някои части на парка може да се чуе характерният звук, който тя издава. Учените изследват и документират броя, навиците и здравословното състояние на популацията на голямата сива сова в Йосемити.

### Койот
Този сребристо-сив представител на семейство Кучета се среща в Йосемити през цялата година. Койотите, Canis latrans, се хранят предимно с полски мишки и катерици, обаче са се научили да си просят храна и от хората. Човешката храна е вредна за тях, освен това, когато се опитват да получат храна от хората, може да ги блъсне кола.

### Черноопашат елен
Всички елени в Йосемити са черноопашати (Odocoileus hermionus). Английското им название mule deer, означаващо муле елен, им е дадено поради това, че ушите им напомнят тези на мулето. Често се забелязват да пасат по ливадите или около тях. Понякога се приближават и до хората, но могат да станат опасни, ако не могат да избягат – копитата и рогата им са остри.

### Катерици
В Йосемити се срещат различни видове дървесни и земни катерици. Една от най-известните катерици в парка е западната сива катерица, Sciurus griseus. Характерни са с рунтавите си сиви опашки. По време на размножителния им период (два пъти годишно), стават оживени, преследват се, бият се и вдигат шум.

### Стелерова сойка
Това е светлосиня на цвят птица, със заострена сиво-черна качулка. Наричат я лагерен крадец, поради това че краде храната на туристите. За Стелеровата сойка, Cyanocitta stelleri е характерен звукът, който издава, подобен на мучене на крава. Често той означава, че птицата е намерила храна.

### Сокол скитник
Соколът скитник, Falco peregrinus, е застрашен вид, но вече се е завърнал в долината Йосемити. С усилията на управата на парка и на много други организации, след завръщането в парка през 1970-те години, популацията му се е увеличила значително. Соколите скитници, които гнездят в Йосемити, са защитени от управата на парка.

## Дърветата в Йосемити
От 27 различни вида дървета в парка, най-лесно, поради внушителните им размери и отличителни белези, се разпознават следните четири:
- Калифорнийският черен дъб, Quercus kelloggi, се среща в изобилие в долината Йосемити. Той е голямо широколистно дърво с жълто-зелени листа и тъмен ствол. Ражда жълъди, които индианците майуок смилат на брашно.

- Калифорнийският тамянов кедър, Calocedrus decurrens, е характерен с червеникавата си кора, поради което често го бъркат с гигантската секвоя. Тамяновият кедър се среща в изобилие из Сиера Невада, докато секвоите растат само в ограничен брой гори.

- Гигантската секвоя, Sequoiadendron giganteum, е най-голямото дърво на земята. В Йосемити има три гори с гигантски секвои. Гигантската секвоя често живее между 1000 и 3000 години. Някои от тези дървета са посадени в долината Йосемити от заселници, но са донесени от друго място.

- Борът пондероза, Pinus ponderosa може да се разпознае по кората си, покрита с тъмни пукнатини, образуващи люспи с неправилна форма. Възрастните дървета са със значителен диаметър в основата и с прав ствол, издигащ се на много метри, преди да се разклони.

## Галерия
- Ел Капитан (El Capitan) – гранитен монолит, разположен на северния склон на долината Йосемити
- Катедралният връх (Cathedral Peak) – остатък от ерозионното действие (абразия) на ледниците в долината Йосемити
- Река Мърсед (Merced River), протичаща през долината Йосемити
- Гранитен циркус, образуван под въздействието на ледниците в горната част на каньона Теная (Tenaya Canyon)
- Гранитният купол Халф Доум, заснет от долината Йосемити